# Estudios clásicos

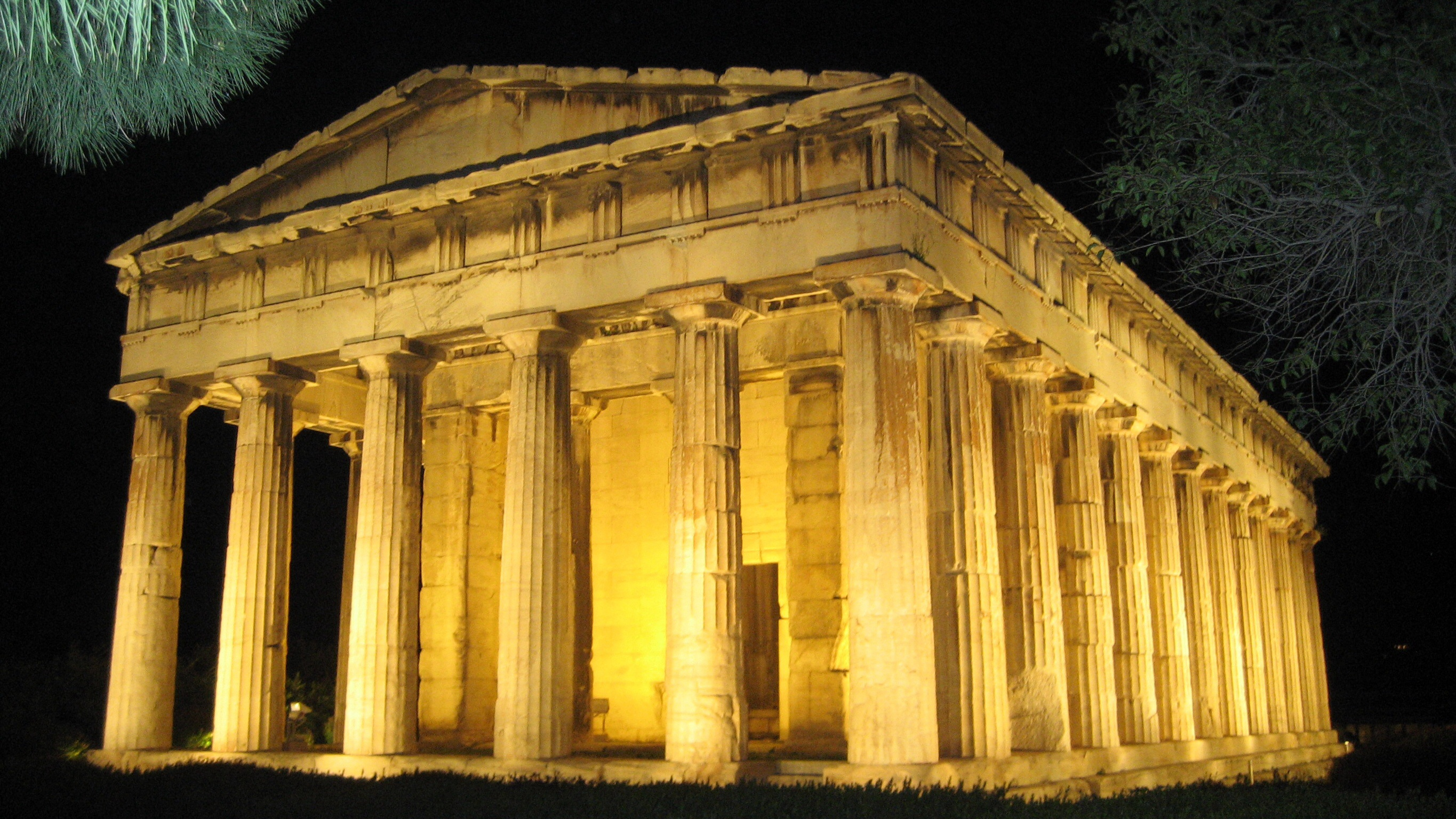
Templo de Hefesto.

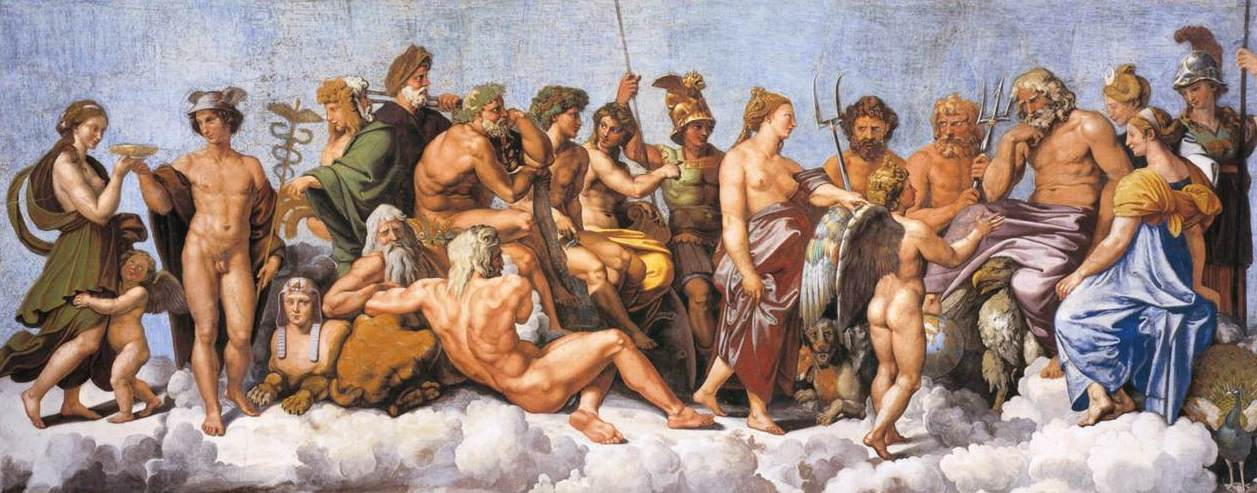
Concilio de los dioses.

Foro romano.

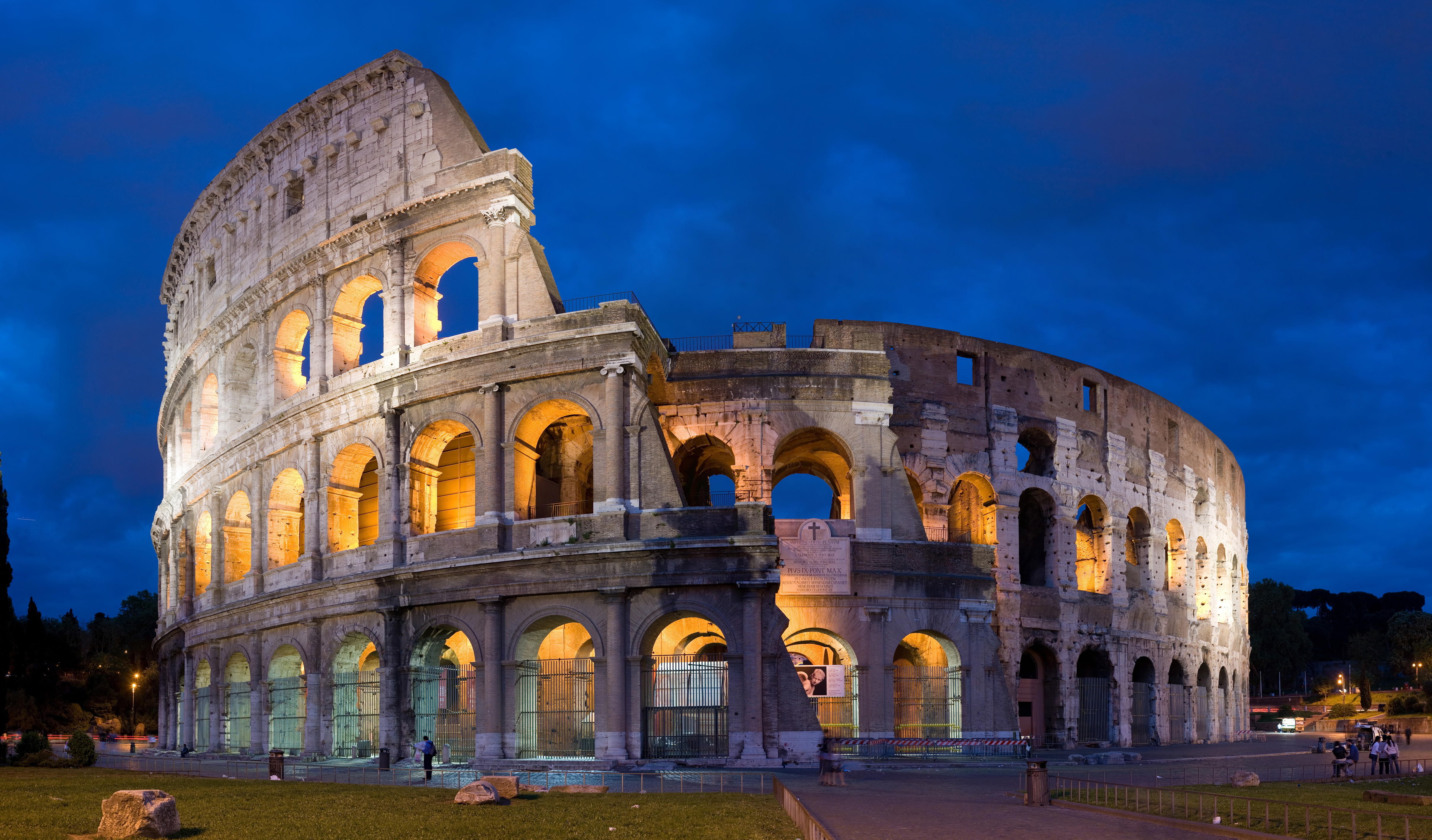
Coliseo romano.

Los estudios clásicos son un conjunto de disciplinas académicas que se enfocan en el estudio de la Antigüedad clásica, esto es, las civilizaciones de la Grecia y la Roma antiguas. En el mundo occidental, los estudios clásicos tradicionalmente se refieren al estudio de la literatura clásica griega y romana y sus lenguas originales, el griego antiguo y el latín. También incluyen la filosofía, historia, arqueología, antropología, arte, mitología y sociedad grecorromanas como temas secundarios. Así pues, los estudios clásicos comprenden los de la arqueología, las lenguas, la literatura, el arte, la historia, y la cultura material. El estudio de la filología clásica (la filología griega y la filología latina) es de vital importancia dentro de los estudios clásicos. 
Los estudios clásicos comprenden no solo los de la lengua sino también los de la cultura de las civilizaciones a las que se refiere la expresión «clásica»; en el uso más extendido de la expresión completa (la que los identifica con el estudio de la civilización grecorromana), los estudios clásicos son herederos de los Studia Humanitatis del humanismo, que también dieron origen al concepto de letras, humanística o humanidades.
En la civilización occidental, el estudio de los clásicos griegos y romanos era considerado tradicionalmente como el fundamento de las humanidades y ha sido tradicionalmente, por lo tanto, la piedra angular de la educación europea de élite.

## Etimología
La palabra clásico se deriva del adjetivo del latín classicus, que significa «perteneciente a la clase más alta de ciudadanos». La palabra se empleaba originalmente para describir a los miembros de los Patricios, la clase más alta de la Roma antigua. Para el siglo II d. C., la palabra era usada en la crítica literaria para describir a escritores de la más alta calidad. Por ejemplo, Aulo Gelio, en sus Noches áticas, contrasta escritores «classicus» y «proletarius». Para el siglo VI d. C., el término había adquirido un segundo sentido, refiriéndose a los pupilos en una escuela. De esta manera, los dos sentidos modernos de la palabra, refiriéndose tanto a literatura que era considerada de la más alta calidad, como a los textos estándar usados como parte de un currrículo, derivan del uso romano.

## Legado del mundo greco-romano
Las lenguas clásicas del mundo mediterráneo antiguo influyeron en todas las lenguas europeas, impartiendo a cada una un vocabulario de aplicación internacional. Así, el latín creció de un producto cultural altamente desarrollado de las épocas dorada y plateada de la literatura latina para convertirse en la lengua franca internacional en asuntos diplomáticos, científicos, filosóficos y religiosos, hasta el siglo XVII. Mucho antes de esto, el latín ya se había convertido en lenguas romances y el griego antiguo en griego moderno y sus dialectos. El latín tuvo un impacto mucho más allá del mundo clásico. Siguió siendo el idioma preeminente para escritos serios en Europa mucho después de la caída del imperio romano. Las lenguas románicas modernas, como el francés, el español y el italiano, derivan del latín y este todavía se ve como un aspecto fundamental de la cultura europea.
En los vocabularios especializados de la ciencia y la tecnología, la influencia del latín y el griego es notable. El latín eclesiástico, idioma oficial de la Iglesia católica, sigue siendo un legado vivo del mundo clásico en el mundo contemporáneo.  El legado del mundo clásico no se limita a la influencia de las lenguas clásicas. El imperio romano fue tomado como modelo por los imperios europeos posteriores, como el imperio español y el imperio británico.  El arte clásico ha sido tomado como modelo en períodos posteriores - la arquitectura románica medieval  y la Ilustración de la era de la literatura neo-clásica  ambos fueron influenciados por los modelos clásicos, para tomar sólo dos ejemplos. 

## Historia

### Edad Media

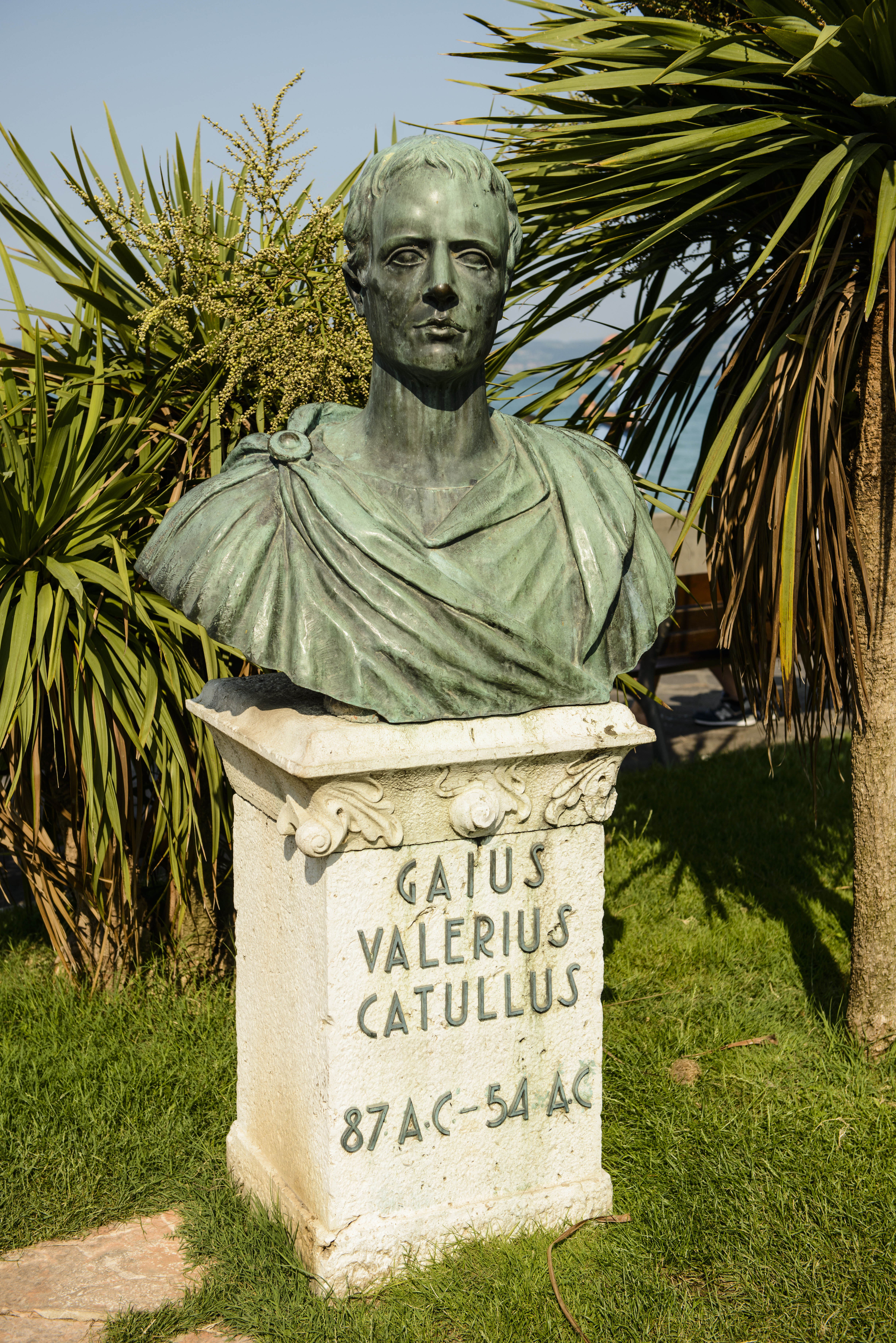
El poeta romano Catulo era prácticamente desconocido durante el periodo medieval, en contraste con su popularidad moderna.

En la Edad Media, los clásicos y la educación estaban estrechamente entrelazados; según Jan Ziolkowski, no hay época en la historia en la que este vínculo fuera más estrecho. La educación medieval enseñaba a los estudiantes a imitar los modelos clásicos previos, y el latín seguía siendo la lengua de la erudición y la cultura, a pesar de la creciente diferencia entre el latín literario y las lenguas vernáculas de Europa durante el periodo.
Si bien el latín tenía una enorme influencia, según el filósofo inglés del siglo XIII Roger Bacon, «no hay cuatro hombres en la cristiandad latina que conozcan las gramáticas griega, hebrea y árabe». El griego apenas si se estudiaba en occidente, y la literatura griega se conocía casi únicamente en su traducción al latín. Las obras de incluso autores griegos tan importantes como Hesíodo, cuyos nombres seguían siendo conocidos por los europeos cultos, así como la mayor parte de la obra de Platón, no estaban disponibles en la Europa cristiana. Algunos fueron redescubiertos gracias a traducciones al árabe; en la ciudad fronteriza de Toledo (España) se creó una Escuela de Traductores para traducir del árabe al latín.
Además de la falta de disponibilidad de autores griegos, había otras diferencias entre el «canon clásico» conocido hoy y las obras que eran valoradas en la Edad Media. El poeta Catulo, por ejemplo, era casi totalmente desconocido en el periodo medieval. La popularidad de distintos autores también aumentó y disminuyó a lo largo del periodo: Lucrecio, poeta popular durante el periodo carolingio, apenas si era leído en el siglo XII, mientras que con Quintiliano ocurrió lo contrario.

### Renacimiento
El Renacimiento propició un mayor estudio de la literatura y la historia antiguas, así como un renacimiento de los estilos clásicos del latín. A partir del siglo XIV, primero en Italia y luego cada vez más en toda Europa, se desarrolló el Humanismo renacentista, un movimiento intelectual que «abogaba por el estudio y la imitación de la antigüedad clásica». El humanismo supuso una reforma de la educación en Europa, introduciendo una mayor variedad de autores latinos y reintroduciendo el estudio de la lengua y la literatura griegas en Europa Occidental. Esta reintroducción fue iniciada por Petrarca (1304-1374) y Giovanni Boccaccio (1313-1375), que encargaron a un erudito calabrés la traducción de los poemas homéricos. Esta reforma educativa humanista se extendió desde Italia, en los países católicos al ser adoptada por los jesuitas, y en los países que se hicieron protestantes como Inglaterra, Alemania y los Países Bajos, con el fin de garantizar que los futuros clérigos pudieran estudiar el Nuevo Testamento en la lengua original.

### Neoclasicismo
Los siglos XVII y XVIII son el periodo de la historia literaria de Europa occidental que más se asocia con la tradición clásica, ya que los escritores adaptaron conscientemente los modelos clásicos. Los modelos clásicos eran tan apreciados que las obras de William Shakespeare se reescribieron siguiendo líneas neoclásicas, y estas versiones «mejoradas» se representaron durante todo el siglo XVIII. En Estados Unidos, los fundadores de la nación estuvieron muy influidos por los clásicos, y se fijaron en particular en la República romana para su forma de gobierno.
Desde comienzos del siglo XVIII, el estudio del griego adquirió cada vez más importancia en relación con el del latín. En este periodo, las afirmaciones de Johann Winckelmann sobre la superioridad de las artes plásticas griegas influyeron en un cambio en los juicios estéticos, mientras que en el ámbito literario, G. E. Lessing «puso de nuevo a Homero en el centro de los logros artísticos». En el Reino Unido, el estudio del griego en las escuelas comenzó a finales del siglo XVIII. El poeta Walter Savage Landor afirmó haber sido uno de los primeros eruditos ingleses en escribir en griego durante su estancia en la Rugby School. En Estados Unidos, el filohelenismo comenzó a surgir en la década de 1830, con un giro «desde el amor por Roma y un enfoque en la gramática clásica hacia un nuevo enfoque en Grecia y la totalidad de su sociedad, arte y cultura».

### Siglo XIX
El siglo XIX fue testigo del declive de la influencia del mundo clásico y del valor de la educación clásica, declive, especialmente en Estados Unidos, donde a menudo se criticaba la materia por su elitismo. Para el siglo XIX, poca literatura nueva se seguía escribiendo aún en latín—una práctica que había continuado hasta el siglo XVIII— y el dominio del latín perdió importancia. En consecuencia, a partir del siglo XIX, la enseñanza clásica empezó a restarle importancia a la capacidad de escribir y hablar latín. En el Reino Unido este proceso llevó más tiempo que en otros lugares. La composición siguió siendo la habilidad clásica dominante en Inglaterra hasta la década de 1870, cuando nuevas áreas dentro de la disciplina empezaron a ganar popularidad. En la misma década se produjeron las primeras peticiones para que no se exigiera estudiar griego en las universidades de Oxford y Cambridge, aunque no se aboliría definitivamente hasta 50 años después.
Si bien la influencia de los clásicos como modalidad educativa dominante en Europa y Norteamérica estaba en declive en el siglo XIX, en el mismo periodo la disciplina de estudios clásicos evolucionaba rápidamente. Los estudios clásicos se volvían más sistemáticos y científicos, especialmente con la «nueva filología» creada a finales del siglo XVIII y principios del XIX. Su ámbito de aplicación también se amplió: en el siglo XIX, la historia antigua y la arqueología clásica empiezan a considerarse parte de los estudios clásicos, en lugar de disciplinas separadas.

### Del siglo XX a la actualidad
Durante el siglo XX, el estudio de los clásicos se hizo menos común. En Inglaterra, por ejemplo, las universidades de Oxford y Cambridge dejaron de exigir a los estudiantes titulaciones en griego en 1920, y en latín a finales de los años cincuenta. Cuando se introdujo el Currículo Nacional en Inglaterra, Gales e Irlanda del Norte en 1988, no mencionaba a los estudios clásicos. Para 2003, apenas un 10% de las escuelas públicas británicas ofrecían alguna asignatura clásica a sus alumnos. En 2016, la A.Q.A., el mayor organismo examinador de los niveles A y GCSE en Inglaterra, Gales e Irlanda del Norte, anunció que eliminaría las asignaturas de civilización clásica, arqueología e historia del arte. De este modo, solo una de las cinco juntas examinadoras de Inglaterra sigue ofreciendo la asignatura de Civilización clásica. La decisión fue inmediatamente criticada por arqueólogos e historiadores, y Natalie Haynes, de The Guardian, afirmó que la supresión de la clase en los  niveles A privaría a los alumnos de las escuelas públicas, el 93% del total de estudiantes, de la oportunidad de estudiar los clásicos, convirtiéndolos una vez más en el ámbito exclusivo de estudiantes ricos de escuelas privadas.
Con todo, los estudios clásicos no ha disminuido tan rápidamente en otros lugares de Europa. En 2009, una reseña de Meeting the Challenge, una recopilación de ponencias sobre la enseñanza del latín en Europa, señalaba que, si bien en Italia hay oposición a la enseñanza del latín, sigue siendo obligatoria en la mayoría de los centros de secundaria. Lo mismo puede decirse en el caso de Francia o Grecia. En efecto, el griego antiguo es una de las asignaturas obligatorias en la enseñanza secundaria griega, mientras que en Francia el latín es una de las asignaturas optativas que pueden elegirse en la mayoría de los centros de enseñanza media y secundaria. El griego antiguo también se sigue enseñando, pero no tanto como el latín.